# Alfons Schmidt

Alfons Schmidt (1936)

Alfons Schmidt (* 27. August 1904 in Zweibrücken; † 12. Februar 2000 in Speyer) war ein deutscher Lehrer, Restaurator, Präparator und Abformkünstler.

## Leben
Nach dem Besuch des Katholischen Lehrerseminars in Speyer von 1918 bis 1924 reiste er durch mehrere europäische Länder und trat danach verschiedene Lehrerstellen in der Pfalz an.
Als Lehrer in Rülzheim beschäftigte er sich in seiner Freizeit mit der Restaurierung von Plastiken für das Diözesanmuseum des Bistums Speyer.
Mit seiner Nebentätigkeit baute er sich eine zweite Existenz auf, in dem er sich mit kunst- und kulturhistorischen Objekten und deren Erhaltung beschäftigte und dabei einige Erfindungen machte. So entwickelte er 1935 für die Konservierung und Restaurierung alter Plastiken ein elastisches hydrokolloides Negativmaterial, das als „Formalose“ weltweit bekannt wurde und noch heute in der Abformtechnik verwendet wird. Der Vorteil bestand in der kostengünstigen immer Wiederverwendbarkeit und der Möglichkeit auch Abformungen an lebenden Objekten vorzunehmen. Im medizinischen Bereich war es sein elastische Zahnabdruckmaterial „Dentoforma“, das nach Kriegsbeginn 1939 durch die Behandlung von kopf- und kieferschussverletzten Soldaten eine große Bedeutung erlangte. Schmidt wurde vom Schuldienst beurlaubt und für den Hauptsanitätspark in Berlin unabkömmlich gestellt. Durch seine Erfindung Plastogen erfuhren seine Produkte in den Nachkriegsjahren durch den großen Bedarf an Prothesen einen großen Aufschwung.
Fast die Hälfte aller Beinamputierten erhielten in der Pfalz Prothesen mit Plastogen-Köcher.
1982 wurde Alfons Schmidt in Anerkennung seiner Verdienste um Kunst und Medizin das Bundesverdienstkreuz am Bande verliehen.